# Little Compton, England
Little Compton är en civil parish i Storbritannien.   Den ligger i grevskapet Warwickshire och riksdelen England, i den södra delen av landet, 110 km väster om huvudstaden London.